# Fopius
Fopius is een geslacht van insecten uit de orde vliesvleugeligen (Hymenoptera) en de familie schildwespen (Braconidae).

## Soorten
- F. alternatae (Tobias, 1977)
- F. arisanus (Sonan, 1932)
- F. bevisi (Brues, 1926)
- F. bonaefidei (Fischer, 1978)
- F. carpocapsae (Ashmead, 1900)
- F. carpomyiae (Silvestri, 1916)
- F. caudatus (Szepligeti, 1913)
- F. ceratitivorus Wharton, 1999
- F. clausus Chen & Weng, 2005
- F. dandenongensis (Fischer, 1978)
- F. deeralensis (Fullaway, 1950)
- F. denticulifer (van Achterberg & Maeto, 1990)
- F. desideratus (Bridwell, 1919)
- F. ferrari Carmichael & Wharton, 2005
- F. illusorius (Fischer, 1971)
- F. kotenkoi Tobias, 2000
- F. longicauda (Granger, 1949)
- F. longiexsistens (Fischer, 1978)
- F. marangensis (Fischer, 1962)
- F. myolejae (Tobias, 1977)
- F. mystrium Wu, Chen & He, 2005
- F. niger (Szepligeti, 1913)
- F. okekai Kimani-Njogu & Wharton, 2002
- F. ottotomoanus (Fullaway, 1957)
- F. oxoestos Wu, Chen & He, 2005
- F. persulcatus (Silvestri, 1916)
- F. pyknothorax (Fischer, 1971)
- F. rubrithorax (Granger, 1949)
- F. ruficornis (Granger, 1949)
- F. rufotestaceus (Granger, 1949)
- F. schlingeri Wharton, 1999
- F. silvestrii (Wharton, 1987)
- F. skinneri (Fullaway, 1951)
- F. spanistriae Wu, Chen & He, 2005
- F. subalternatae (Tobias, 1998)
- F. taiwanicus (Fischer, 1975)
- F. vandenboschi (Fullaway, 1952)